# Zig Zag (videogioco 1987)
Zig Zag è un videogioco sparatutto pubblicato nel 1987 per Commodore 64 dalla Mirrorsoft in Europa e importato in Nordamerica dalla Spectrum HoloByte (che usò anche il titolo Zig-Zag). Si pilota una navicella all'interno di un labirinto tridimensionale, con una forte componente di esplorazione e alcune caratteristiche di rompicapo. La stampa di settore lo valutò piuttosto positivamente, spesso elogiando in particolare la fluidità dell'animazione.
Secondo i crediti, Zig Zag è basato su un romanzo scritto da David Bishop, che è uno dei due designer del gioco insieme allo sviluppatore Antony Crowther; tuttavia non si sa nulla riguardo a tale romanzo.
Una versione con lo scenario modificato, nota come Zig Zag: The Remix, fu pubblicata nella cassetta allegata alla rivista britannica Zzap!64 del giugno 1989.

## Modalità di gioco
Si controlla una navicella in un labirinto chiamato "Matrice di Zog", con un'estensione totale pari a circa 1400 schermi. La visuale è isometrica a scorrimento diagonale, variabile nelle quattro direzioni. Il labirinto è costituito da lunghe vie con incroci ad angolo retto, in mezzo ad alti palazzi, che spariscono quando necessario per permettere di vedere l'azione. A volte le vie hanno strettoie e brevi tratti in pendenza. L'obiettivo finale è raccogliere otto cristalli sparsi nel labirinto.
La navicella vola a velocità costante, ad altitudine variabile, anche rasoterra. Può spostarsi lateralmente, ma senza cambiare direzione o uscire dalla via che sta percorrendo. Per svoltare di 90° e cambiare via è necessario rimbalzare sui lati inclinati dei prismi posizionati a terra al centro di molti angoli e incroci. Se si sbatte frontalmente contro una parete o il lato perpendicolare di un prisma si fa invece inversione di 180°, senza subire alcun danno. Per combattere si sparano raggi in avanti.
Si incontrano sette tipi di nemici con diverse capacità. Si perde una vita se si urta un nemico o si viene colpiti da quelli che sono in grado di sparare. Non è possibile invece schiantarsi contro il suolo o i lati del percorso. Distruggendo i nemici si accumula denaro che potrà essere speso per i potenziamenti.
Sono presenti degli interruttori, alcuni da attivare volandoci sopra e altri sparandogli, che fanno comparire nuovi prismi o scomparire certe pareti, permettendo così di raggiungere zone in precedenza inaccessibili. È possibile giocare in modalità Brain Teaser (normale) oppure Zapper; nel secondo caso tutti i passaggi sono già aperti e i prismi attivati, perciò si riduce la componente rompicapo. Un'altra opzione permette di invertire i comandi su/giù, come in una cloche.
Si possono raggiungere delle zone di salvataggio, dove vengono rivelate le password che permettono di ripartire da quel punto. Altre zone speciali sono i negozi, dove tramite un menù a icone si possono acquistare i power-up: inversione a U, smart bomb, mappa delle parti di labirinto già visitate, vita, maggiore cadenza di fuoco, scudo protettivo temporaneo, sollevamento ad alta quota dei nemici, visore infrarosso (per poter vedere in certe zone altrimenti buie), visione a raggi X (attraverso i muri). Premendo la barra di spazio si cambia dall'arma normale ai poteri speciali precedentemente acquistati. Ci sono anche zone istantaneamente letali. Infine ci sono passaggi con chiusure a tempo, che scattano irreversibilmente dopo 144 minuti, dopodiché il gioco si può ancora completare, ma diventa molto più difficile.